# Rybolovná technika na světových hrách
Rybolovná technika na Světových hrách byla pořádána od roku 1981 do roku 2005. Světové hry se konají každé čtyři roky, pro sporty, které nejsou zahrnuty v programu Olympijských her, tento sport se ale na program LOH po roce 2005 nedostal.
V tomto sportu dosáhli čeští sportovci nejlepších výsledků na světových hrách.

## Dějiště
| Hry                   | Město       | Disciplíny | Disciplíny | Disciplíny | Disciplíny | Disciplíny | Disciplíny | Disciplíny | Disciplíny | Disciplíny | Disciplíny | Disciplíny | Disciplíny | Disciplíny |
| Hry                   | Město       | x          | x          | x          | x          | x          | x          | x          | x          | x          | x          | x          | x          | Celkem     |
| --------------------- | ----------- | ---------- | ---------- | ---------- | ---------- | ---------- | ---------- | ---------- | ---------- | ---------- | ---------- | ---------- | ---------- | ---------- |
| I. Světové hry 1981   | Santa Clara | •          | •          | •          | •          | •          | •          | •          | •          | •          | •          | •          |            | 11         |
| II. Světové hry 1985  | Londýn      | •          | •          | •          | •          | •          | •          | •          | •          | •          | •          | •          | •          | 12         |
| III. Světové hry 1989 | Karlsruhe   |            |            |            |            |            |            |            |            |            |            |            |            |            |
| IV. Světové hry 1993  | Haag        |            |            |            |            |            |            |            |            |            |            |            |            |            |
| V. Světové hry 1997   | Lahti       | •          | •          | •          | •          | •          | •          | •          | •          | •          | •          | •          |            | 11         |
| VI. Světové hry 2001  | Akita       |            |            |            |            |            |            |            |            |            |            |            |            | 6          |
| VII. Světové hry 2005 | Duisburg    |            |            |            |            |            |            |            |            |            |            |            |            |            |

## Disciplíny
- závaží přesnost
- muška přesnost
- muška dálka
- muška dálka obouruč
- zátěž arenberg

((anglicky):Fly Accuracy, Fly Distance Singlehanded, Fly Distance Doublehanded, Spinning Accuracy, Spinning Accuracy Arenberg Target, )

## Medailisté

### Čeští medailisté
| Hry              | Disciplína       | Rybář(ka)           | Zlato         | Stříbro          | Bronz            |
| ---------------- | ---------------- | ------------------- | ------------- | ---------------- | ---------------- |
| SH 1993 Haag     | Michaela Křížová | závaží přesnost     | Zlatá medaile |                  |                  |
| SH 1993 Haag     | Michaela Křížová |                     | Zlatá medaile |                  |                  |
| SH 1993 Haag     | Michaela Křížová | muška přesnost      |               | Stříbrná medaile |                  |
| SH 1993 Haag     | Patrik Lexa      | muška dálka         |               | Stříbrná medaile |                  |
| SH 1993 Haag     | Patrik Lexa      | muška dálka obouruč |               |                  | Bronzová medaile |
| SH 1993 Haag     | Michaela Křížová |                     |               |                  | Bronzová medaile |
| SH 1997 Lahti    | Patrik Lexa      |                     | Zlatá medaile |                  |                  |
| SH 1997 Lahti    | Patrik Lexa      |                     | Zlatá medaile |                  |                  |
| SH 1997 Lahti    | Hana Tupá        | muška přesnost      | Zlatá medaile |                  |                  |
| SH 1997 Lahti    | Michaela Křížová | muška přesnost      |               | Stříbrná medaile |                  |
| SH 1997 Lahti    | Michaela Křížová |                     |               | Stříbrná medaile |                  |
| SH 1997 Lahti    | Michaela Křížová |                     |               | Stříbrná medaile |                  |
| SH 1997 Lahti    | Josf Luxa        | závaží na přesnost  |               |                  | Bronzová medaile |
| SH 2001 Akita    | Jan Luxa         | muška dálka         |               | Stříbrná medaile |                  |
| SH 2001 Akita    | Jan Luxa         | muška přesnost      |               |                  | Bronzová medaile |
| SH 2001 Akita    | Zuzana Kočířová  | muška přesnost      |               |                  | Bronzová medaile |
| SH 2005 Duisburg | Patrik Lexa      | muška přesnost      | Zlatá medaile |                  |                  |
| SH 2005 Duisburg | Zuzana Kočířová  | muška dálka         |               | Stříbrná medaile |                  |
| SH 2005 Duisburg | Jana Brončková   | zátěž arenberg      |               | Stříbrná medaile |                  |
| SH 2005 Duisburg | Jan Luxa         | zátěž arenberg      |               |                  | Bronzová medaile |
| SH 2005 Duisburg | Zuzana Kočířová  | zátěž arenberg      |               |                  | Bronzová medaile |